# José Hesicasta
São José Hesicasta (em grego:  Άγιος Ιωσήφ ο Ησυχαστής), nascido como Francis Kottis (em grego:  Φράνσις Κόττης) foi um monge e ancião do Monte Atos, famoso por ser o diretor espiritual de diversos outros anciões, foi responsável pela revitalização de seis dos vinte monastérios na região. Foi canonizado pelo Patriarcado Ecumênico de Constantinopla em 2019 e sua festa litúrgica é celebrada no dia 16 de agosto.

## Vida

### Início
Francis Kottis nasceu na ilha de Paros no dia 12 de fevereiro de 1897. Na sua adolescência, foi trabalhar em Pireu, aos 23 anos começou a ler sobre a vida dos Padres da Igreja, tais cidas, particularmente as dos estritos ascéticos, junto com um sonho que tivera, fez com que Francis despertasse o interesse em entrar na vida monástica, o qual respondeu a tais desejos jejuando e orando em cidades próximas, que eram quase inabitadas, e logo depois indo ao Monte Atos.

### Monte Atos
O futuro ancião passou por diversos problemas no Monte Atos, além de não ter sido possível de achar um diretor espiritual, a indiferença dos monges sobre a oração era algo que intrigava o monge.
Durante o tempo no Monte Atos, rezava a Oração de Jesus em lugares remotos. Eventualmente, conheceu o padre Arsênio, que o acompanhou em sua jornada e que depois descobriu que compartilhava um desejo em comum: a prática do hesicasmo. Depois de conhecerem o Ancião Efraim, organizaram suas vidas para que fosse possível o máximo de silêncio para rezar a Oração de Jesus. Além do seu trabalho e sua regra de oração, José foi a uma caverna no pôr do so e rezou a Oração de Jesus por seis horas seguidas.
Depois da morte do Ancião Efraim, José e Arsênio moviam frequentemente de um lugar para outro ao redor do pico do Monte Atos, para que permanecessem desconhecidos, voltando para o monastério apenas aos invernos. Os monges carregavam apenas vestimentas monásticas, e é conhecido que o padre José comia apenas três pães por dia, às vezes acompanhado verduras silvestres cozidas.

### Eremitério de Santa Ana
Depois de algum tempo, a popularidade do Ancião José começou a aumentar, depois que padre Arsênio deixou a vida monástica, Ancião José aceitou outros três monges para viver com ele, com outros vivendo por curtos períodos de tempo. Em 1938, buscando por solidão depois do aumento do número de monges pedindo por seus conselhos, se mudou para uma caverna no Eremitério de Santa Ana.
José morreu no dia 15 de agosto de 1959.

### Canonização
Em outubro de 2019, o Patriarcado Ecumênico de Constantinopla reconheceu oficialmente a santidade de José e de outros quatro monges: Ancião Hierônimo de Simonopetra, Daniel e Efraim de Katounakia e Ancião Sofrônio de Essex.

## Relíquias
A relíquia da cabeça do ancião está sendo mantida no mosteiro de Santo Antônio, no Arizona, EUA, enquanto o resto das relíquias está localizado no mosteiro de Vatopédi.